# 423624 Udeantioquia
423624 Udeantioquia este o planetă minoră (asteroid) din centura de asteroizi. A fost descoperită pe 27 noiembrie 2005 la Mérida de . 
Obiectul prezintă o orbită caracterizată de o semiaxă mare de 2,6926094718381 UAi, o excentricitate de 0,27880379721588, o înclinație de 7,4914630130878 ° în raport cu ecliptica.